# 花果园站
花果园站是贵阳轨道交通3号线的地铁车站，位于中华人民共和国贵州省贵阳市南明区中山南路与惠隆路交叉口东侧，于2023年12月16日开通。

## 车站结构
花果园站沿中山南路南北向设置，为地下三层岛式站台车站，车站长717.6米，宽24.9米，车站地下一层为物业层，地下二层为站厅层和物业层，地下三层为站台层。车站北侧设有两条存车线。
| 地面              | 出入口       | A、B、C、D出入口 |
| 地下一层          | 物业层       | |
| 地下二层          | 站厅及物业层 | 客服中心、自动售票机、验票机                                                                                        |
| 地下二层          | 站台         | \| \| \| █ 3号线往洛湾（松花路） \| \| 島式 · 開左邊车门 \| \| \| \| \| \| █ 3号线往桐木岭（省委党校）（五里冲） \| |
|                   |              | █ 3号线往洛湾（松花路）                                                                                             |
| 島式 · 開左邊车门 |              | |
|                   |              | █ 3号线往桐木岭（省委党校）（五里冲）                                                                               |

## 车站出口
花果园站共设4个出口，各出口及周围设施如下所示：
| 编号                | 出入口信息 | 照片 | 无障碍设施 |
| ------------------- | --- | ---- | ---------- |
| A · 出口 · （设有） | 中山南路，惠隆路，贵州刑警，花果园派出所，贵阳市公安局南明分局出入境服务大厅，花果园湿地公园，博央艺术国际交流中心 |      |            |
| B · 出口 · （设有） | 中山南路，松山南路，国际金融街                                                                                     |      |            |
| C · 出口            | 中山中路，松山南路，南明区社会治理综合服务中心，北京八中(贵阳分校)，南明区小学(花果园分校)                         |      | 不適用     |
| D · 出口            | 惠隆路，花果园双子塔，海豚广场                                                                                     |      | 不適用     |
| 图例： 设有         | |      |            |

## 接驳交通

### 公交车
- 花果园双子塔：46路，K53路，73路，207路，210路，211路，211路支，217路，K236路，B236路，B259路，273路，706路，807路，4500路，黔爽巴士G13路，黔爽巴士夜郎谷专线，黔爽巴士天河潭专线，黔爽巴士高铁专线
- 花果园湿地公园：34路，40路，49路，73路，74路，211路，217路，221路，260路，261路，308路，312路，313路，4500路，黔爽巴士G14路，黔爽巴士世纪城专线，机场巴士2号线

## 车站历史
本站建设时期工程名为花果园东站，开通前正式命名为花果园站，站名来自车站所处的花果园街道。
- 2021年10月26日，车站主体结构封顶[3]。
- 2023年12月16日，车站随3号线一期工程通车开通[2]。